# José Luis Vázquez Sotelo

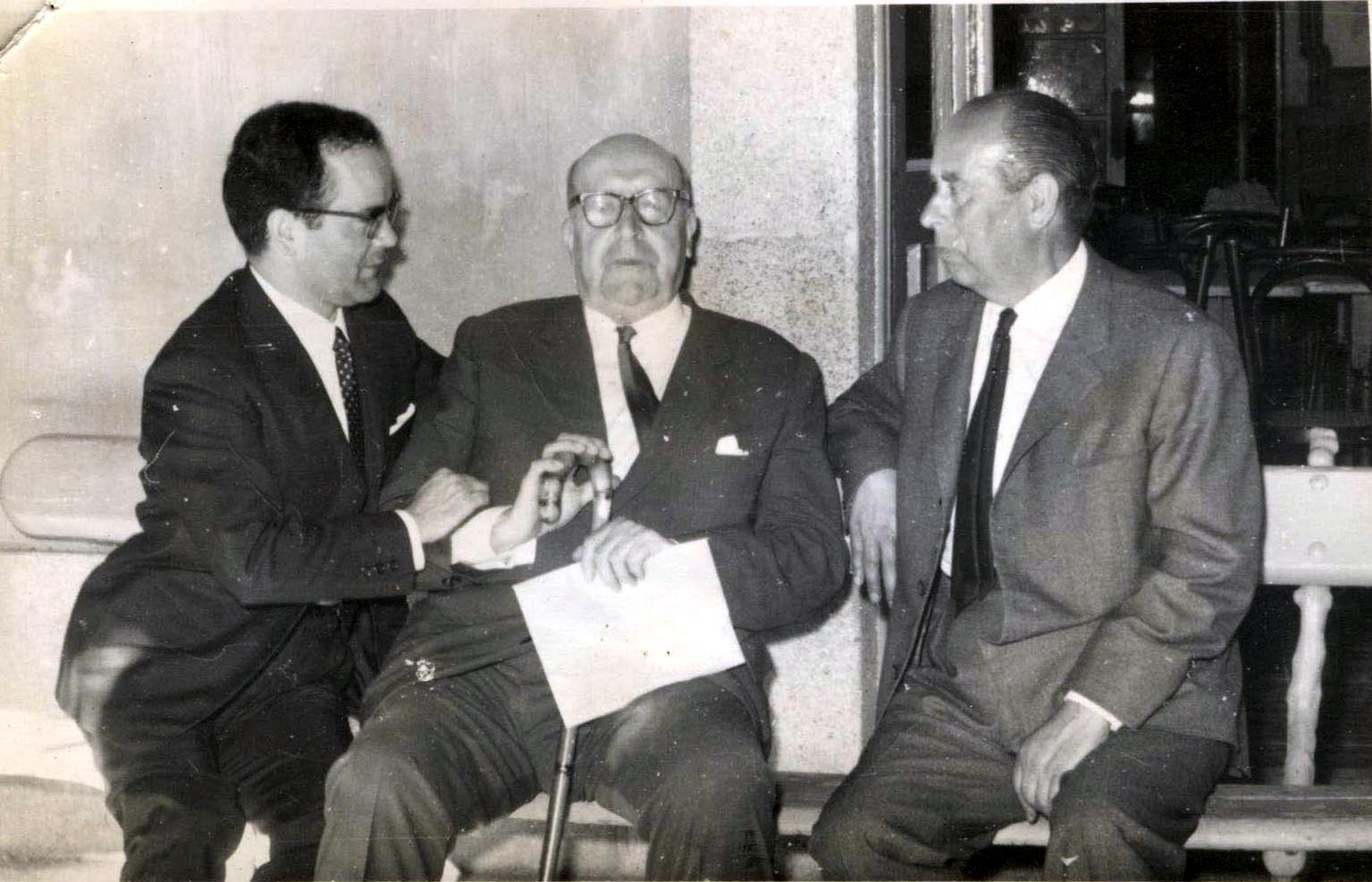
Foto en la que aparecen José Leyra Domínguez, Ramón Otero Pedrayo y José Luis Vázquez Sotelo.

José Luis Vázquez Sotelo (Río, Orense, 13 de julio de 1935) es un jurista español, abogado y catedrático de Derecho Procesal de las Universidades de León (1984), Zaragoza (1986) y Barcelona (1988-2006). Fue nombrado magistrado del Tribunal Superior de Corts de Andorra en 1991 y, tras la desaparición de dicho órgano con motivo de la promulgación de la Constitución andorrana, del Tribunal Superior de Justicia del Principado de Andorra en 1993 hasta 2005, habiendo sido presidente de su Sala Penal.
Forma parte del grupo de académicos españoles «discípulos y continuadores» de la obra de Niceto Alcalá-Zamora y Castillo, Jaime Guasp y Gómez Orbaneja.

## Biografía
Realizó la carrera de Derecho en la Universidad de Madrid, donde se licenció en 1958. Tras completar sus estudios universitarios, en 1960 ingresó por oposición en el Cuerpo de Secretarios Judiciales, obteniendo una plaza en los Juzgados de Verín (Orense).
En Verín conoció a una de las grandes figuras de la literatura y cultura gallega, Ramón Otero Pedrayo, con quien mantuvo una profunda amistad hasta la muerte de este en 1976. Tras su fallecimiento, ese mismo año, fundó y fue el primer presidente de la Asociación de Amigos de Otero Pedrayo, cargo que ocupó hasta 1995.
Posteriormente, a través de una oposición restringida, obtuvo el traslado como secretario judicial a los Juzgados de Barcelona.

### Actividad académica
Defendió su tesis doctoral, Contribución al estudio del auto de procesamiento, dirigida por el profesor Miguel Fenech Navarro, en la Universidad de Navarra, con la que en 1973 obtuvo el título de doctor en Derecho con la calificación de sobresaliente cum laude.
Solicitó la excedencia voluntaria del Cuerpo de Secretarios Judiciales en 1974 para dedicarse de lleno a la docencia. Ese mismo año obtuvo por oposición, a través de un concurso de ámbito nacional, una plaza como profesor Adjunto Numerario de Universidad, obteniendo la segunda plaza de todas las concursadas.
Fue protagonista involuntario de la huelga estudiantil de 1974 de los estudiantes de derecho de la Universidad de Barcelona. Ese año se nombró como nuevo rector al profesor Jorge Carreras Llansana, atribuyéndole las clase de la asignatura de Derecho Procesal que hasta entonces impartía Vázquez Sotelo. Los alumnos se declararon en huelga hasta que el profesor Vázquez Sotelo volviese a dar clases. Finalmente, se repuso al profesor Vázquez Sotelo en dichas clases y se produjo un cambio de rector, que pasó a ser el profesor Fabián Estapé.
Obtuvo por oposición la cátedra de Derecho Procesal de la Universidad de León, y, tras un nuevo concurso oposición, la de la Universidad de Zaragoza (1986). En 1988, tras quedar vacante por jubilación la cátedra de la que era titular hasta entonces el profesor Jorge Carreras Llansana, obtuvo de nuevo por oposición la cátedra de Derecho Procesal de la Universidad de Barcelona.
En 2004, junto con otros juristas de Iberoamérica (entre otros, la profesora brasileña Ada Pellegrini Grinover), fue uno de los coautores del Código Modelo de Procesos Colectivos para Iberoamérica que publicó el Instituto Iberoamericano de Derecho Procesal, con la intención de servir de modelo para las futuras legislaciones de los países miembro de dicho Instituto para la regulación de las acciones colectivas o de clase.
Su jubilación académica tuvo lugar en 2006. El 4 de mayo de 2007, con motivo de su jubilación y la del profesor Manuel Serra Domínguez, también catedrático de derecho procesal en la misma Facultad, la Universidad de Barcelona les rindió un homenaje conjunto en el que participaron numerosos académicos, juristas y profesionales del derecho, que cristalizó en la edición de un libro homenaje, al que contribuyeron expertos de diversos países, incluidos magistrados del Tribunal Supremo de España y del Tribunal Constitucional de España.

### Obra
Los trabajos de investigación del profesor Vázquez Sotelo se centran principalmente en el ámbito del proceso penal y civil, bajo la perspectiva constante del derecho constitucional.  Su producción científica más relevante versa sobre el principio de presunción de inocencia. Particularmente, su obra Presunción de inocencia del imputado e íntima convicción del tribunal, tuvo un gran impacto al momento de su publicación, habiéndose calificado de pionera en su campo, y logrado una gran influencia en la doctrina y jurisprudencia española.
Su producción científica incluye también trabajos sobre las costas procesales y sobre el concurso de acreedores, materia en la que, junto con los profesores Manuel Lozano Higuero y José Luis González Montes, tuvo un papel destacado con motivo de la reforma de la legislación concursal española del año 2003. Concretamente, los citados profesores lograron que el legislador español incluyera en la Exposición de Motivos de la Ley 22/2003, de 9 de julio, Concursal, una referencia expresa a los antecedentes históricos del derecho concursal español, heredero de las obras de los juristas Francisco Salgado de Somoza y de Amador Rodríguez.

### Creación de la Biblioteca Otero Pedrayo del Centro Gallego de Barcelona
El 2 de noviembre de 1978, durante su presidencia del Centro Gallego de Barcelona, se produjo un robo en las instalaciones del Centro que culminó con un violento incendio provocado, que destruyó por completo la biblioteca, una de las más completas sobre las letras gallegas fuera de Galicia, en el que ardieron hasta cinco mil volúmenes. Tras el incendio, gracias a la ayuda de la Fundación Barrié de la Maza y del propietario del local del Centro, ubicado de las Ramblas de Barcelona, el empresario Matías Colsada, Vázquez Sotelo consiguió los fondos suficientes para su reconstrucción y, particularmente, de la biblioteca, a la que se puso el nombre de Ramón Otero Pedrayo, en homenaje al patriarca de las letras gallegas.

## Asociaciones a las que ha pertenecido
- Miembro Titular del Instituto Iberoamericano de Derecho Procesal (1984)[19]
- Miembro Titular del Instituto Panamericano de Derecho Procesal (1986)[19]
- Miembro Titular por España de la International Association of Procedural Law[19]
- Fundador y miembro titular del Consejo del Instituto Iberoamericano de Derecho Concursal (constituido en 2003)[19]
- Miembro de Honor de la Academia Gallega de Jurisprudencia y Legislación[26]
- Miembro de Honor de la Unión Nacional de Juristas de Cuba[19]
- Centro Galego de Barcelona[27]
- Asociación de Amigos de Otero Pedrayo[28]
- Caballero de la Enxebre Orde da Vieira[29]

## Reconocimientos
- 2007 La LEC 1/2000. Su aplicación: Un reto para los juristas. Jornada-homenaje a los profesores Manuel Serra Domínguez y José Luis Vázquez Sotelo.[30]
- 2009 José Luis Vázquez Sotelo (Liber Amicorum): rigor doctrinal y forense, volumen homenaje que recoge su biografía y artículos de colegas.[31][32]